# Compagnie des chemins de fer des Côtes-du-Nord

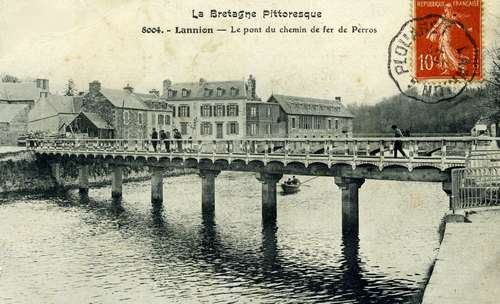
pont du chemin de fer à Lannion

La Compagnie des chemins de fer des Côtes-du-Nord est fondée le 15 novembre 1904, pour construire et exploiter le premier réseau de chemin de fer à voie métrique du département des Côtes-du-Nord. Cette compagnie est une filiale de la Compagnie centrale des chemins de fer et tramways. Elle disparait le 1er février 1920, lorsque le département des Côtes-du-Nord reprend l'exploitation du réseau en régie. Son directeur était Jules Pédron.

## Réseau
La Compagnie des chemins de fer des Côtes-du-Nord a construit un réseau long de 219 km.
- Saint-Brieuc - Plouha
- Plouha - Guingamp
- Saint-Brieuc - Moncontour
- Saint-Brieuc - Phare du Légué
- Moncontour - Collinée
- Plouëc-du-Trieux - Tréguier
- Lannion - Petit Camp (Perros-Guirec)
- Tréguier - Perros-Guirec
- Quintin - Rostrenen
- Plancoët - Saint-Cast

## Galerie de photos

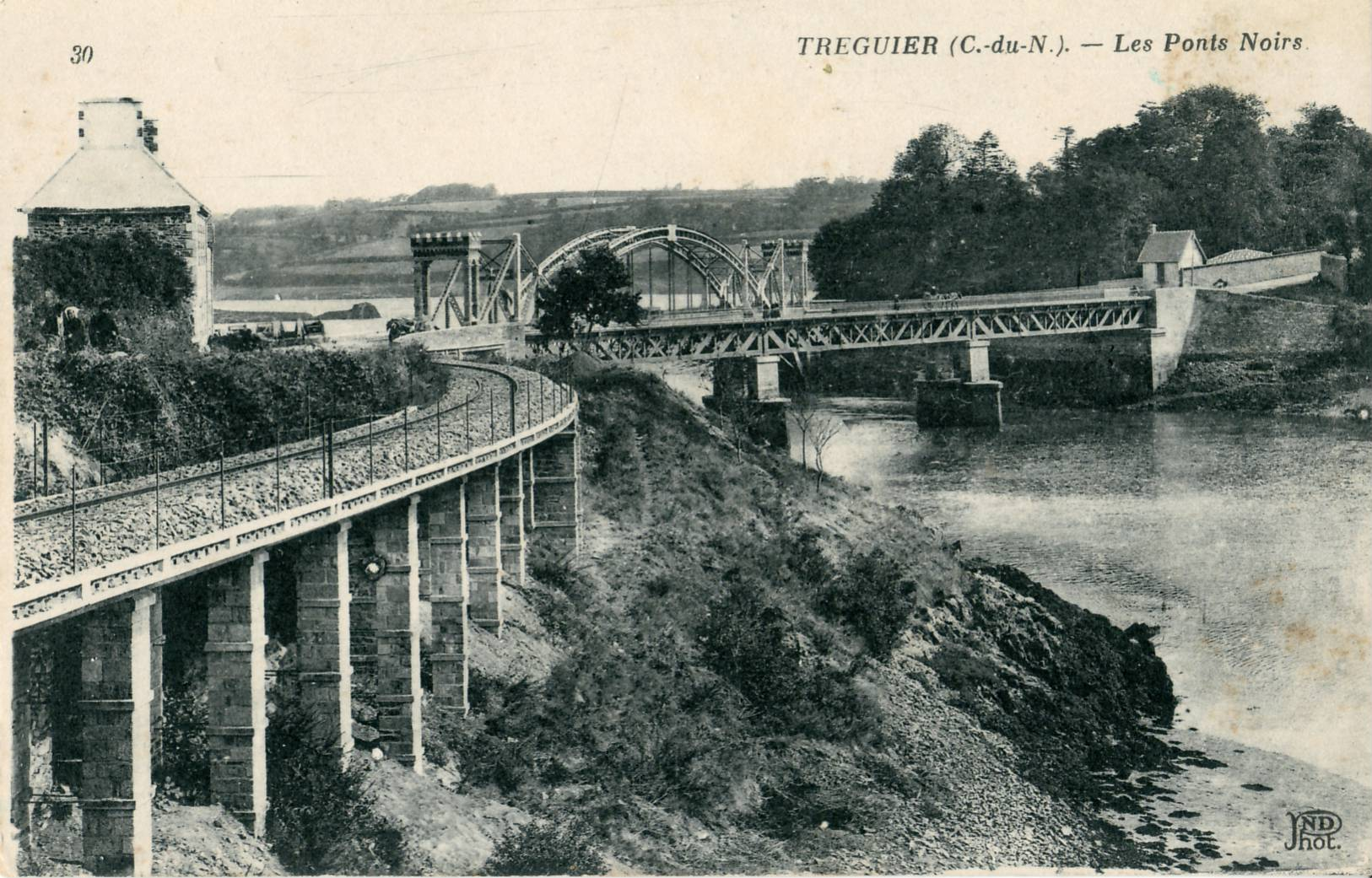
Les Ponts noirs à Tréguier
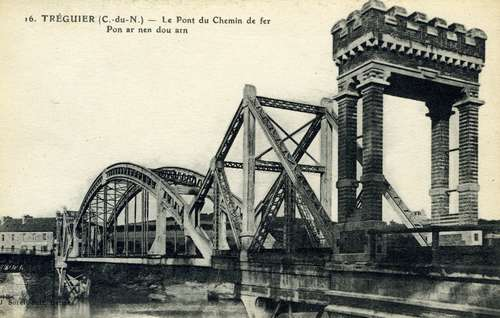
Les "Ponts Noirs", à Tréguier